# Omorgus squalidus
Omorgus squalidus es una especie de escarabajo del género Omorgus, familia Trogidae. Fue descrita científicamente por Olivier en 1789.
Esta especie se encuentra en Madagascar, Namibia, Mauritania, Senegal, Burkina Faso, Costa de Marfil, Ghana, Nigeria, Chad, Etiopía, Somalia, República Democrática del Congo, República del Congo, Uganda, Tanzania, Zambia, Malaui, Zimbabue, Mozambique, Botsuana, República Sudafricana, Arabia Saudita, Argelia y Egipto.